# Fall in love×4tune
《Fall in love×4tune》是Escu:de在2015年11月27日發售的戀愛冒險類型成人遊戲。

## 故事
愛情女神カレン在執行以舞浜継輔為目標的任務時候，將戀愛之箭射中他的4位命中注定之人、琴音、紬和她自己。由於箭矢具有催促發情的效果，使得継輔開始過著有如後宮般的生活。

## 角色

### 主要角色
舞滨継輔
本作的男主角，普通學生，目前與義妹和女僕同住。由於過去有被有翅膀的人救過而相信女神的存在。
（聲優：遠野そよぎ）
新任掌管愛情的女神，由於要完成任務才能會到天界而寄住在継輔的家。雖然中箭但是由於認為人與神不會戀情而努力抑制發情尋找消除方法。
（聲優：みる）
夢魔，本名是，後來轉入到継輔的班級。擁有進入夢中能力企圖榨取他的精力，雖然中箭由於本身也是淫魔而影響不大。
舞滨琴音（聲優：水霧けいと）
継輔的義妹。擅長使用豎琴和唱歌，從以前就很喜歡哥哥並且積極主動追求。
水凪紬（聲優：星鹿りえ）
継輔的青梅竹馬。與琴音同樣喜歡唱歌也喜歡継輔但都不如她，由於消極悲觀常常讓自己情緒陷入低落。

### 其他角色
（聲優：東かりん）
服侍舞浜家的女僕，在數年前由継輔的父親帶回。
恵崎理緒（聲優：蓬かすみ）
継輔的同學。
天衣千聪（聲優：上田朱音）
継輔的班級老師，擔任歷史科目。
水凪瞬
紬的雙胞胎弟弟。
上月沙奈（聲優：夢野ぼたん）
琴音的同學兼班長。

## 主題曲
片頭曲「Love Arrow」
作詞：miru，作曲：，編曲：鈴木達也，主唱：水霧けいと、星鹿りえ

## 外部連結
- 官方網站（页面存档备份，存于）（日語）